# Саммит ШОС в Бишкеке (2019)
Бишкекский саммит Шанхайской организации сотрудничества—2019 (кирг. Шанхай кызматташтык уюмунун Бишкек саммити—2019, кит. упр. 2019年上海合作组织比什凯克峰会, англ. Bishkek Summit of the Shanghai Cooperation Organization—2019) — ежегодное заседание Совета глав государств — членов организации, которое прошло в 19-й раз 13—14 июня 2019 года в столице Кыргызстана.

## Участники

### Главы государств и делегаций
Страна-хозяйка и лидер выделены жирным шрифтом. Главы остальных государств — членов и государств — наблюдателей организации указаны в алфавитном порядке русского языка.
- Кыргызстан — президент Сооронбай Жээнбеков (председатель)
- Афганистан — президент Ашраф Ахмадзай[1]
- Беларусь — президент Александр Лукашенко[2]
- Индия — премьер-министр Нарендра Моди[3]
- Иран — президент Хасан Рухани[4]
- Казахстан — президент Касым-Жомарт Токаев[5]
- Монголия — президент Халтмаагийн Баттулга[6]
- Пакистан — премьер-министр Имран Хан[7]
- Россия — президент Владимир Путин[8][9]
- Таджикистан — президент Эмомали Рахмон[10]
- Узбекистан — президент Шавкат Мирзиёев[11]

### Руководители постоянно действующих органов ШОС
- генеральный секретарь Владимир Норов
- директор Исполнительного комитета Региональной антитеррористической структуры Джумахон Гиясов

### Руководители международных организаций
- ООН — заместитель генерального секретаря по политическим вопросам Розмари ДиКарло
- ЕАЭС — председатель Коллегии Евразийской экономической комиссии Тигран Саркисян
- ОДКБ — и. о. генерального секретаря Валерий Семериков[12]
- СНГ — председатель исполнительного комитета — исполнительный секретарь Сергей Лебедев

## Повестка дня
На повестке дня саммита — обмен мнениями о состоянии и перспективах развития ШОС, а также об актуальных региональных и международных вопросах.

## Результаты
Подписаны 22 документа, нацеленных на развитие партнерства между странами — участницами ШОС в различных сферах, а также взаимодействия организации с другими международными структурами.